# پل چشمه‌کیله
پل چشمه کیله مربوط به دوره پهلوی اول است و در حد فاصل خیابان امام و خیابان جمهوری شهر تنکابن واقع شده‌است. این اثر در تاریخ ۲۵ اسفند ۱۳۷۹ با شمارهٔ ثبت ۳۳۲۹ در تاریخ ۲۵ اسفند ۱۳۷۹ بعنوان یکی از آثار ملی ایران به ثبت رسیده‌است.
ساخت این پل در سال ۱۳۰۹ خورشیدی در دوره رضاشاه پهلوی، توسط مهندسین آلمانی و روسی شرکت اشکودا طراحی و بوسیله معماران ایرانی مراحل ساخت آن طی شده و در سال ۱۳۱۱ به پایان رسیده‌است. پل چشمه‌کیله یکی از زیباترین پل‌های تاریخی کشور است و سمبلی برای شهر تنکابن محسوب می‌شود. رودخانه چشمه کیله نیز با عبور از فضای زیرین این پل به دریا می‌پیوندد. این پل با طولی حدود ۱۱۲ متر و عرضی ۷ متر، در طول سال‌ها به عنوان محلی برای رفت و آمد و عبور خودروها و مسافران از آن استفاده می‌شود.

## نگارخانه

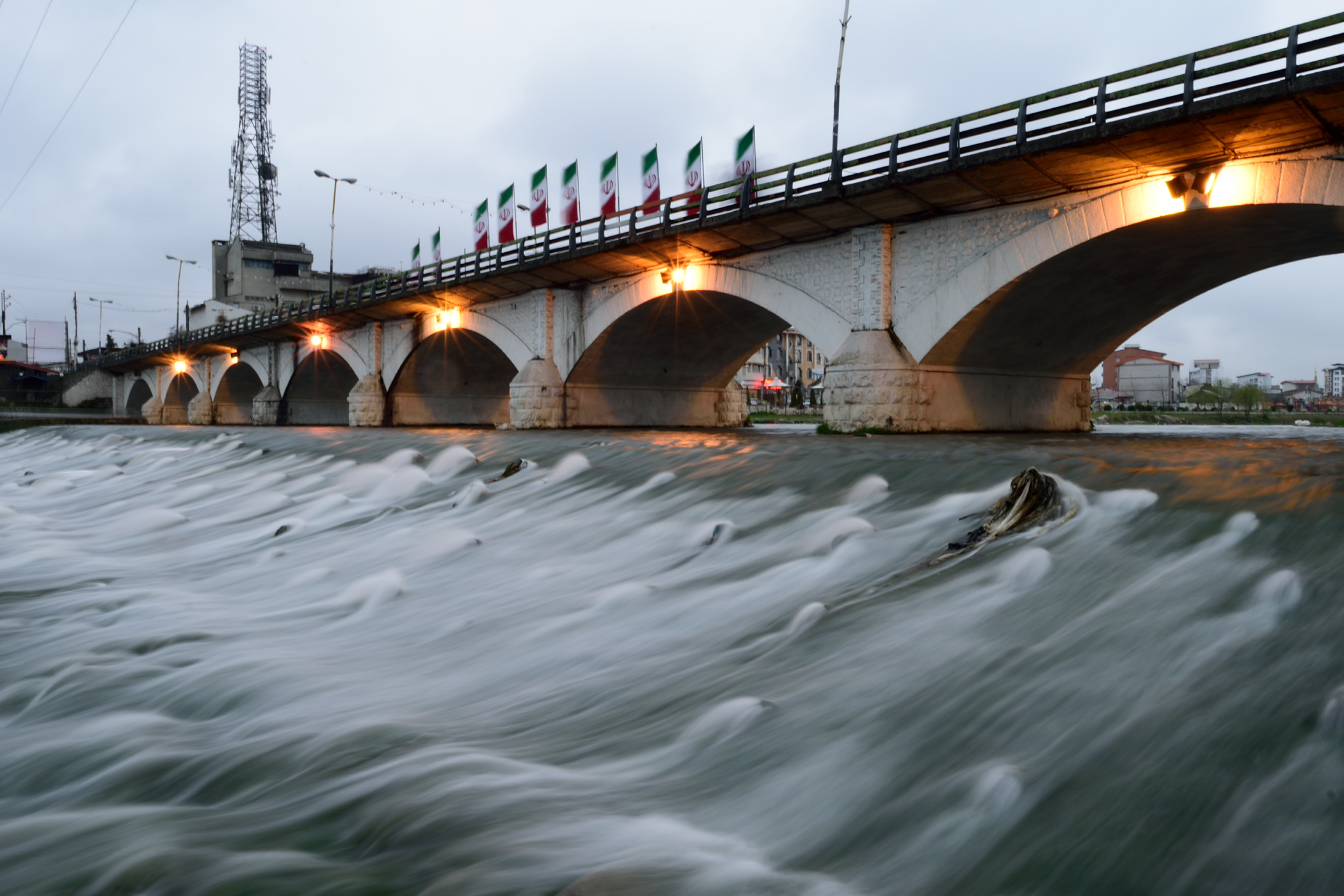
نمای نزدیک پل
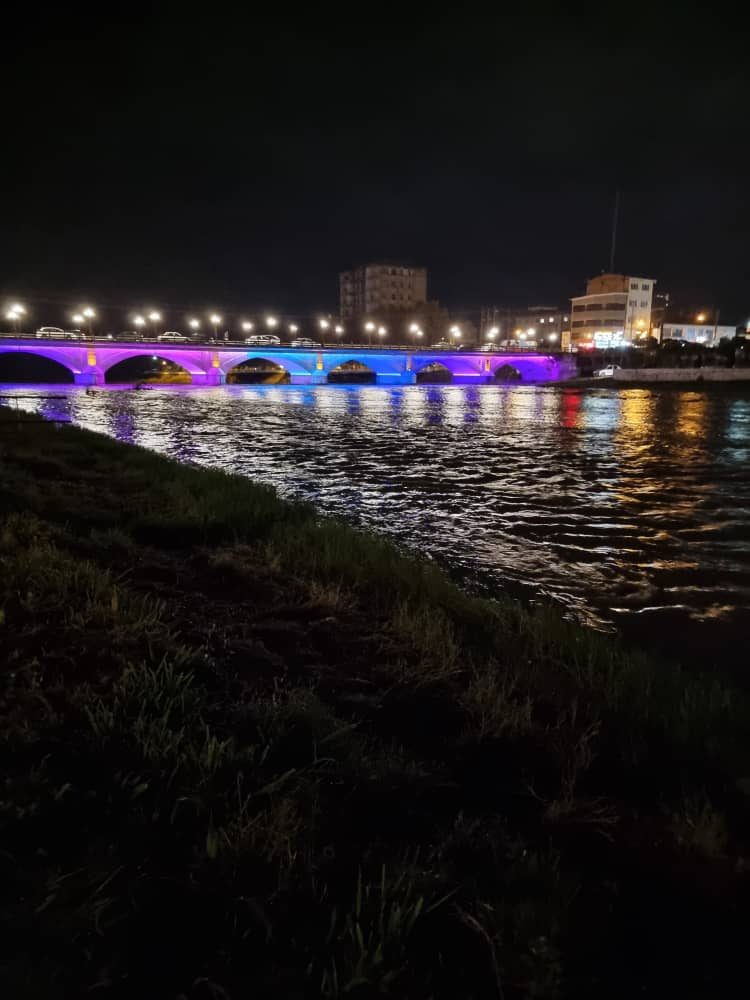
نمای پل در شب
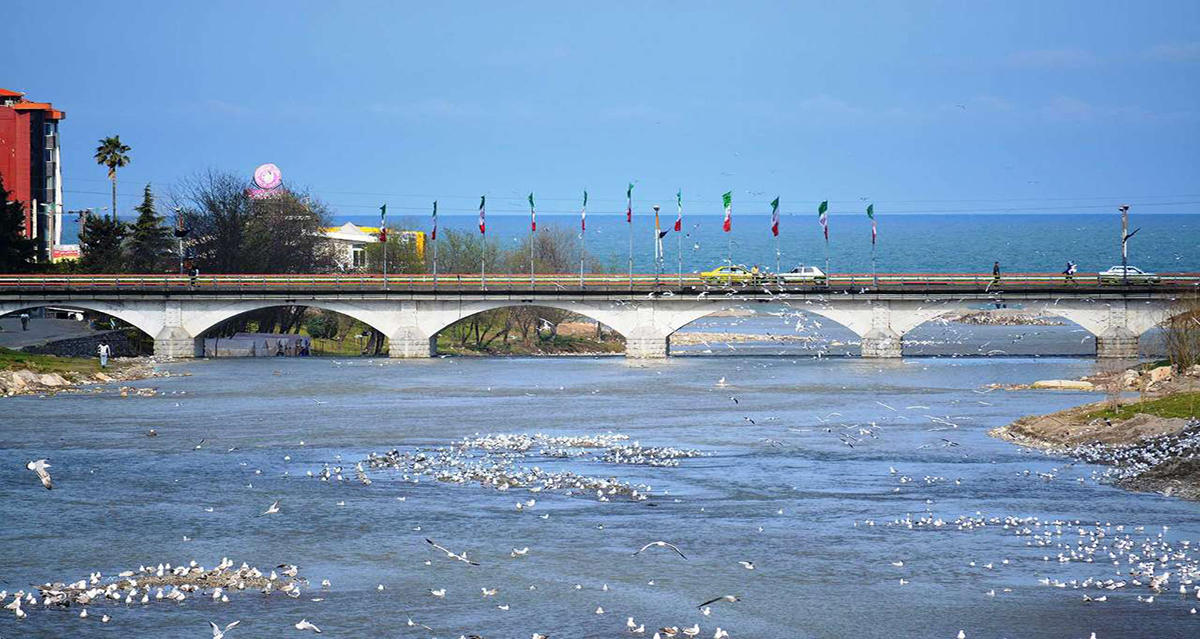
نمای دور پل
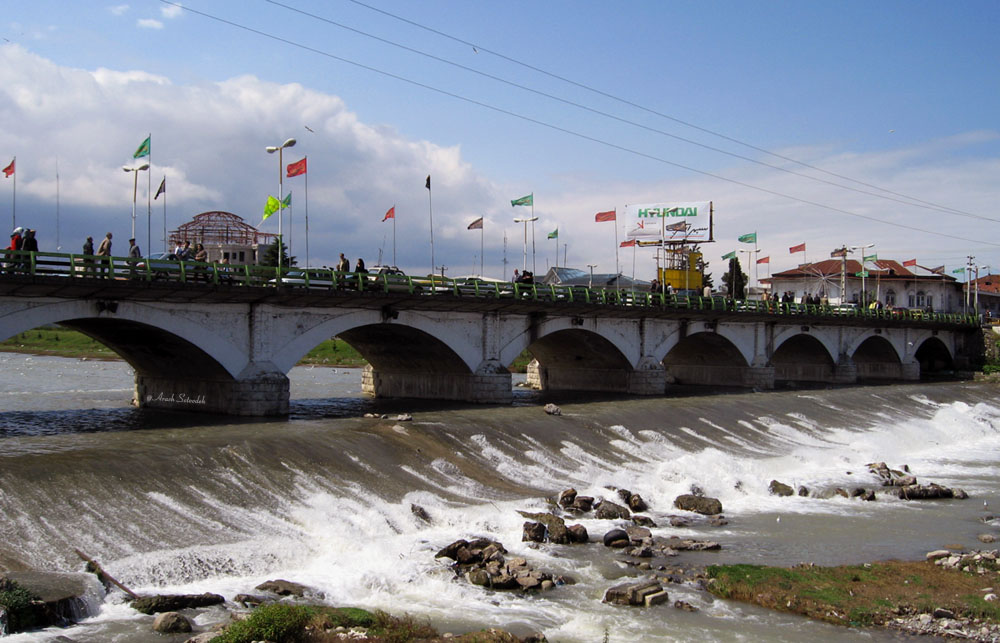
رفت و آمدهای بر روی پل